# Sant Maurici de la Quar
Sant Maurici és una església barroca veïnat de Sant Maurici de la Quar (terme municipal de la Quar, Berguedà). És a l'indret a on hi havia l'antic ajuntament del poble i molt a prop del nou consistori, que també fa les funcions de local cultural. L'església de Sant Maurici fou construïda a finals del segle xvii i les obres continuaren al segle xviii. L'any 1873, quan esdevingué parroquial del terme, fou reformada. Sant Maurici està inventariat com a patrimoni immoble al mapa de patrimoni de la Generalitat de Catalunya amb el número d'element IPAC-3532. És un edifici destinat al culte catòlic i està en bon estat de conservació.
Sant Maurici és una església barroca construïda al segle xvii i que s'amplià al segle xix quan esdevingué parroquial del municipi de la Quar. És un edifici barroc d'una sola nau rectangular coberta amb volta i rematada per un presbiteri quadrat i flanquejada per quatre capelles laterals. La porta s'obre a migdia i és d'arc de mig punt, fruit de les reformes del segle xix. També és d'aquesta època l'òcul circular que il·lumina la nau i el campanar, de torre quadrada i coberta piramidal, que es troba a llevant de l'església, ocupant l'espai d'una capella lateral. L'interior és enguixat. La façana fou reformada al segle xix amb la construcció d'un coronament abarrocat.
A l'església hi ha la talla romànica dels segles XII-XII de la Mare de Déu de la Quar. Aquesta està molt restaurada i modificada. Procedeix de l'església de Santa Maria de la Quar.